# Eunicella alba
Eunicella alba är en korallart som först beskrevs av Eugen Johann Christoph Esper 1766.  Eunicella alba ingår i släktet Eunicella och familjen Gorgoniidae. Inga underarter finns listade i Catalogue of Life.